# Сэнто
Сэнто (яп. 銭湯) — японская общественная баня. Особенностью сэнто является обязательная последовательность процедур — посетители бани предварительно моются в отдельном помещении и только после этого переходят в бассейн с горячей водой. Нередко сэнто посещают всей семьёй.

## Устройство сэнто
Здание, в котором размещается сэнто, внешне напоминает японский храм, на входе вешается занавеска норэн (яп. 暖簾) голубого цвета, на которой кроме названия изображают иероглиф 湯 (ю, горячая вода).
Как правило в сэнто есть мужская и женская части (отделения), строение их идентичное. Современные сэнто чаще всего состоят из следующих помещений: раздевалки, в которой посетители оставляют свои вещи, отдельного помещения, в котором посетители тщательно моются, и помещения с большим и общим для всех бассейном с горячей водой. Температура воды около 55 °C.

### Вход
Хотя может быть много разновидностей архитектурного решения, наиболее традиционное показано на рисунке справа. После входа имеется отделение, где снимают обувь, имеющее продолжение в виде двух разделённых занавесок (или дверей) справа и слева. Они ведут в дацуиба — место где раздеваются, для мужчин и женщин раздельно. Женская и мужская часть очень похожи и различаются только в мелочах.

### Дацуиба
Внутри раздевалки, между входами, имеется бандай (番台) — возвышение высотой 1,5—1,8 метра, где сидит служитель. Под ним может быть служебная дверь из отделения в отделение, которая используется только персоналом. Над бандай обычно вешаются большие часы. Раздевалка имеет размеры примерно 10 × 10 метров, пол покрыт татами, в ней имеются шкафчики для одежды. Иногда в ней же имеются шкафчики для банного имущества постоянных клиентов. Потолки высокие, 3—4 метра. Раздевалки также часто имеют выход в маленький садик в японском стиле и туалет. Часто здесь ставятся автоматы по продаже мороженого и напитков. Здесь также могут стоять весы для взвешивания, и иногда ростомер. В некоторых очень старых сэнто, шкала весов может быть градуирована в старых мерах «моммэ» 匁 = 3,75 г и «кан» равный 1000 моммэ = 3,75 кг. Соответственно, измеритель роста в старых сэнто может идти только до 180 см. Здесь также может быть вывешена всевозможная реклама. В женской части могут быть кроватки или столики для пеленания, а также зеркала. Украшения и реклама для разных половин разные.

### Банная зона
Банная зона отделена от раздевалки сдвижной дверью, чтобы не терять тепло. Как исключение, на Окинаве, где климат очень жаркий, дверь отсутствует. Банный зал обычно выложен плиткой. Около входа есть небольшая зона, где можно взять банные скамеечки и тазики. В зале имеется достаточное количество мест для мытья, по сторонам и также и по центру. Каждое место имеет два крана  (яп. カラン каран) — для горячей и холодной воды и шланг с душевой головкой. В конце зала — ванны для купания, обычно с несколькими отделениями с разной температурой воды. В Осаке и Кансаи ванны обычно расположены посередине зала, в то время как в Токио обычно в его конце. Разделяющая мужское и женское отделение стена также имеет высоту около 2 метров, потолки высотой 4 метра с большими окнами на потолках.
В некоторых сэнто разделяющая стена (редко) имеет небольшое отверстие, давным-давно использовавшееся для того чтобы члены одной семьи могли передавать друг другу мыло. На стене в дальнем конце зала обычно имеется украшение — картина, изображающая Фудзи или традиционный японский ландшафт, может быть ландшафт и европейский, речные или морские виды. В более редких случаях там может быть группа воинов или голые девушки на мужской стороне, и играющие дети или прекрасная красавица на женской.

### Бойлерная
За банной зоной — бойлерная (камаба) 釜場, где нагревается вода. Она может работать на жидком топливе или электричестве, или на древесных щепках. После войны, в Токио бывали частые отключения электричества, потому что все владельцы бань включали электронагрев воды в одно и то же время.

### Сауна
Многие современные сэнто имеют также сауну с холодным бассейном. В некоторых сэнто использование сауны оплачивается дополнительно, в этом случае клиенту выдаётся простенький браслет на руку в знак того, что сауна оплачена.

## История сэнто
История сэнто в Японии проистекает из буддийской культуры, индийских храмов, откуда эти традиции распространились в Китай и далее в Японию в период Нара.

### Религиозные омовения — периоды от Нара до Камакура
Изначально бани в Японии строились при храмах. Они назывались юя, 湯屋 , «лавки горячей воды». На самом деле, это были чаще паровые бани, мусибуро 蒸し風呂. Несмотря на то, что изначально они строились для священников, и простой люд в них обычно не допускался, но к периоду Камакура 1185—1333 обычные люди были окончательно допущены в бани. К тому времени зажиточные люди и аристократы уже стали иметь собственные бани в поместьях.

### Коммерческое использование, период Камакура
Первое упоминание о коммерческом использовании сэнто относится к 1266 году в Нитирэн госёроку.
Эти бани были смешанными, то есть, женско-мужскими, и были мало похожи на современные. После входа в баню была раздевалка, где, помимо раздевания, посетитель получал свою порцию горячей воды в тазик. Душа не было. Вход в паровую баню был очень-очень низким, 80 см высотой, чтобы не терять пар. Из-за маленького входа, отсутствия окон и пара, в бане было довольно темно.

### Бани периода Эдо
В начале периода Эдо, (1603—1867) существовало два диаметрально различных вида бань. В Токио (тогда называвшемся Эдо) это были обычные бани с бассейном (湯屋, юя) в то время как Осаке — паровые бани мусибуро 蒸し風呂 с очень мелким бассейном.
В конце периода Эдо, общественная мораль потребовала разделения мужских и женских бань, впрочем, многие владельцы бань решили проблему простейшим образом, просто поставив перегородку между половинами бани. Запрет действовал с 1791 до 1845 года.
Большая популярность бань в то время объясняется тем, что в них работали молодые девушки-банщицы юна (湯女), которые зачастую подрабатывали проституцией после закрытия.
Подобная традиция сохранилась даже до наших дней — некоторые «увеселительные» заведения в Японии называются «мыльная страна» (ソープランド, со: пурандо), в частной бане девушки перед оказанием услуг моют клиентов.
При Токугаве количество девушек-юна было ограничено законодательно до трёх на каждую сэнто. Это правило игнорировалось и в конце концов в 1841 году содержать юна было вообще запрещено; был также принят закон запрещающий смешанные бани. До 1870 года существовали также и юноши-банщики, сансукэ (三助), но проституцией они не занимались. Запрет на смешанные бани не продолжался долго, во время своего визита в Японию Мэтью Перри описывал падение нравов в смешанных банях, и они были снова запрещены.

### Период Мэйдзи
В эпоху Мэйдзи, (1867—1912) современный дизайн бань окончательно утвердился. Узкий низкий вход в банную зону наконец стал полноразмерным, ванны стали углублены в пол для удобства пользования, удвоена высота потолков. Так как бани стали в основном не паровые, а водяные, появились окна и в сэнто стало намного светлее. Единственными отличиями от современных бань было использование дерева вместо плитки в банном отделении и отсутствие душей с кранами. Снова был принят закон, запрещающий смешанные бани, исключение сделано было только для детей до 8 лет в сопровождении родителя.

### Перестройка бань после Большого Землетрясения в Канто
В начале эпохи Тайсё, (1912—1926), полы и стены начали выкладываться плиткой. После случившегося 1 сентября 1923 года Большого землетрясения в Канто, разрушившего почти все бани в Токио, процесс замены дерева на плитку сильно ускорился. К концу эпохи, 1926 году, краны для воды стали уже вполне распространёнными, обычно их было 2 (как в русских банях) — для горячей и холодной воды, посетители сами смешивали воду в тазике по собственному вкусу.

### Восстановление бань после II мировой войны
Так как во время войны японские города подвергались ожесточённым бомбардировкам, множество бань было разрушено. После войны ощущался большой недостаток бань, их строили из подручных материалов и зачастую даже без крыши. Дома строились удешевлённо, обычно без душа или бани, таким образом, количество общественных бань резко увеличилось. К 1965 году многие сэнто обзавелись душевыми шлангами к кранам.

### Современное и будущее сэнто
Наибольшее количество сэнто в Японии наблюдалось в конце 80-х годов прошлого столетия, с тех пор их количество постепенно уменьшается. Связано это в основном с тем, что всё больше японских домов оснащается собственными отдельными ванными.
Некоторая часть населения стала отказываться от сэнто, другая продолжает считать, что без общественного посещения бань дети не могут быть правильно воспитаны и не смогут войти в общество.
В условиях сокращения числа посетителей, сэнто ищут новые пути выживания. Некоторые идут по пути специализации на исторической реконструкции, строятся на красивых местах с красивыми видами на природу и без крыши. В таких традиционных сэнто возможна смешанная банная зона, которая воспринимается посетителями как реконструкция глубокой старины. Другие пытаются пробурить скважину и получить горячую воду, преобразовать себя в более престижный онсэн. Третьи пытаются увеличить число предоставляемых услуг, расширяя их сауной, восстанавливая паровые бани, устанавливая гидромассажные ванны (джакузи) и даже водяные горки. Некоторые стараются расширить бизнес за счёт спа-услуг, медицинских ванн, массажа, фитнес-центров и тому подобного, как например Spa LaQua в Токио, где на территории одного комплекса есть и сэнто, и рестораны, и караоке, и дамская комната для макияжа, и бассейн для аквааэробики, и т. д. В купальне «Оэдо Онсэн Моногатари» (яп. 大江戸温泉物語) на искусственном острове Одайба главный зал, где расположены кафе, магазины и некоторые развлечения, оформлен в виде городской улицы эпохи Эдо; халаты-юката, которые выдаются посетителям, украшены темами, взятыми с гравюр укиё-э.
Некоторые такие центры требуют наличия купальника и больше похожи на традиционные аквапарки, чем на сэнто, или имеют выделенную зону для совместного купания в купальнике.

## Правила поведения в сэнто
Этот раздел описывает правила поведения в сэнто. Несмотря на то, что японцы обычно вежливо относятся к культурным ошибкам иностранцев, общественные бани — то место, где непонимание обычаев может серьёзно задеть самолюбие обычных посетителей.

### Инвентарь
Для посещения сэнто нужно, как минимум, маленькое полотенце и мыло (шампунь). Служители обычно продают и то, и другое. Часто посетители берут два полотенца, большое мягкое для вытирания и маленькое нейлоновое, для мытья в качестве мочалки. (Маленькое для мытья должно быть обязательно).
Другие средства гигиены могут включать в себя пемзу, зубные пасту и щётку, средства для бритья, шапочку для душа, помаду, косметику для макияжа, кремы и так далее. Некоторые посетители также приносят свой собственный тазик.

### Вход и раздевание
В Японии принято снимать обувь перед входом в дом. Точно так же принято снимать обувь перед входом в банную зону, она хранится в шкафчиках, обычно они бесплатные. После этого, вы проходите в одну из двух дверей на мужскую или женскую половины. Мужская обычно имеет синий цвет и иероглиф «отоко» 男 (мужчина), женская — красный и иероглиф «онна» 女 (женщина). Также как и в русских банях, в сэнто перед мытьём посетители раздеваются догола. Оплата за посещение бани примерно одинакова и составляет 430 иен в Токио. Служитель также принимает дополнительную плату за полотенца, мыло, шампунь, бритвы и так далее. Здесь же можно оплатить мороженое и напитки.

### Банная зона
Только в онсэн после душа посетители не вытираются, чтобы минеральная вода продолжала оказывать действие на кожу. В обычных сэнто кожу вытирают полотенцем после мытья и душа, перед погружением в ванну.
Отдельные кабинки для душа не предусмотрены, а сам душ принимается сидя на специальном табурете. При необходимости посетители могут использовать один из тазиков, находящихся в общей зоне. После завершения водных процедур посетители должны убедиться в отсутствии следов мыла или шампуня на теле и ополоснуть использованный табурет, очистив его от пены и волос. При мытье следует избегать излишних брызг воды и следить, чтобы пена от моющих средств не попадала на других посетителей.
Если посетитель использует полотенце, ни в коем случае нельзя погружаться в нём в ванну. Полотенце следует оставить на краю ванны или, следуя местной традиции, положить его на голову.

## Социальные и культурные аспекты

### Подглядывание
Большинство сэнто имеют возвышение — бандаи — со служителем, который имеет хороший обзор на обе половины. Большинство таких работников — девушки, так как мужская часть посетителей крайне редко возражает против такого, в то время как посетители-женщины будут чувствовать себя с мужчиной-служителем не очень комфортно. Настоящие случаи подглядывания довольно редки.
Дети допускаются в отделение противоположного пола, например, маленький мальчик с мамой на женскую половину или маленькая девочка с папой на мужскую половину. В Токио возрастной предел для этого установлен в 8 лет для мальчиков и в 13 лет для девочек, но в других префектурах может быть иначе, например, 16 лет на Хоккайдо и 5 лет в Хиого.

### Социальные отношения
В некоторые сэнто некоторое время был запрещён вход иностранцам (см. фото). В большинство сэнто запрещён вход татуированным людям, так как в Японии татуировка означает принадлежность к якудза (мафии). В тех сэнто, где вход иностранцам не запрещён, можно прочитать правила, обычно на английском, китайском, португальском и тайском языках.

## Санитарный аспект
Вода в сэнто хлорируется.